# Боровський Станіслав Миколайович
Станіслав Миколайович Боровський (нар. 8 липня 1970, Світловодськ, Кіровоградська область, УРСР) — радянський та український футболіст, лівий захисник.

## Клубна кар'єра

### Ранні роки та військова служба
Народився в Кіровоградській області. Футболом почав займатися у світловодській ДЮСШ (перший тренер — Віктор Третяк), продовжив у дніпровській ОШІСП (тренер — Віктор Ястребов). У 17-річному віці дебютував в основному складі головної команди рідної області — кропивницької «Зірки». Наступного року був призваний на службу в збройні сили, яку проходив у Білорусі, виступаючи за могилівський «Дніпро» і бобруйський «Шинник».

### «Зірка» та «Поліграфтехніка»
Після демобілізації повернувся в Кіровоградську область і перейшов в александрійську «Поліграфтехніку». 1991 року виступав за команду в змаганнях колективів фізкультури (29 матчів, 8 голів), а в наступному разом з командою вже виступав в українських футбольних змаганнях. Дебютував у кубку України 16 лютого 1992 року в переможному (4:3 в серії післяматчевих пенальті) домашньому поєдинку 1/32 фіналу проти івано-франківського «Прикарпаття». Станіслав вийшов на поле на 70-й хвилині, замінивши Володимира Максімова. У Першій лізі України дебютував 14 березня 1992 року в переможному (3:1) домашньому поєдинку 1-го туру 1-ї підгрупи проти черкаського «Дніпра». Боровський вийшов у стартовому складі, а на 75-й хвилині його замінив Юрій Рябець. Дебютним голом у футболці поліграфів відзначився 21 червня 1992 року на 90-й хвилині переможного (2:1) домашнього поєдинку 26-го туру підгрупи 1 першої ліги чемпіонату України проти житомирського «Полісся». Станіслав вийшов у стартовому складі та відіграв увесь матч. У сезоні 1993/94 років у складі олександрійців став бронзовим призером Першої ліги. Протягом свого першого періоду перебування в «Поліграфтехніці» в чемпіонатах України зіграв 121 поєдинок та відзначився 7 голами, ще 9 матчів (1 гол) провів у кубку України.
У лютому 1995 року знову став гравцем «Зірки». У дебютному після повернення сезоні провів 20 матчів і в складі команди став переможцем Першої ліги чемпіонату України. У наступному сезоні дебютував у Вищій лізі України 25 липня 1995 вийшовши в стартовому складі в домашньому матчі проти київського «ЦСКА-Борисфена». У вищому дивізіоні за кіровоградців провів один сезон. Протягом свого перебування в кіровоградському клубі в чемпіонатах України зіграв 48 матчів, ще 4 поєдинки провів у кубку України.

### «Ворскла» та «Вінниця»
У 1996 році прийняв пропозицію Віктора Пожечевського і перейшов у полтавську «Ворсклу». Дебютував у футболці полтавського клубу 20 липня 1996 року в переможному (2:0) виїзному поєдинку 1-го туру Вищої ліги чемпіонату України проти івано-франківського «Прикарпаття». Станіслав вийшов на поле в стартовому складі та відіграв увесь матч У сезоні 1996/97 років у складі команди завоював бронзові нагороди чемпіонату України. У складі ворсклян зіграв 20 матчів у чемпіонаті України та провів 2 поєдинки в кубку України.
Улітку 1997 року став гравцем вінницької «Ниви», яка виступала в Першій лізі. У вінницькій команді дебютував 30 липня 1997 року в переможному (3:0) домашньому поєдинку 1-го туру проти луганської «Зорі». Боровський вийшов на поле в стартовому складі та відіграв увесь матч. Дебютним голом у складі вінничан відзначився 18 серпня 1998 року на 83-й хвилині переможного (3:1) виїзного поєдинку 5-го туру першої ліги чемпіонату України проти макіївського «Шахтаря». Станіслав вийшов на поле в стартовому складі та відіграв увесь матч. Протягом свого перебування в «Ниві» в чемпіонатах України зіграв 54 матчі та відзначився 2-ма голами, ще 6 поєдинків провів у кубку України.

### Повернення у «Поліграфтехніку» та завершення кар'єри
У 1999 році повернувся в «Поліграфтехніку». Повторно дебютував в олександрійській команді 25 липня 1997 року в переможному (2:0) домашньому поєдинку 1-го туру першої ліги чемпіонату України проти луцької «Волині». Боровський вийшов на поле в стартовому складі та відіграв увесь матч. У сезоні 1999/00 років у чемпіонаті України зіграв 23 матчі, ще 1 поєдинок провів у кубку України. Останню гру на професійному рівні провів 2 червня 2000 року (програному олександрійцями на виїзді з рахунком 0:1) в рамках 32-го туру першої ліги проти ужгородського «Закарпаття». Станіслав вийшов на поле на 52-й хвилині, замінивши Миколу Волошина. Під час свого другого перебування в «Поліграфтехніці» в чемпіонатах України зіграв 40 матчів, ще 1 поєдинок провів у кубку України
Закінчив Харківський інститут фізкультури. По завершенні виступів грав за ветеранські футбольні та футзальні команди з Кіровоградської області. Пізніше очолював лісопильне підприємство в рідному Світловодську.

## Стиль гри
У юнацькому віці виступав як форвард і півзахисник, пізніше перекваліфікувався в лівого захисника, також міг зіграти на позиції лівого вінгера.

## Досягнення
- Вища ліга чемпіонату України
  -  Бронзовий призер (1): 1996/97

- Перша ліга чемпіонату України
  -  Чемпіон (1): 1994/95
  -  Бронзовий призер (1): 1993/94

## Сім'я
Син — Богдан Боровський — також професійний футболіст.